# Casa Castelló (Tarragona)
Casa Castelló és una obra de Tarragona inclosa a l'Inventari del Patrimoni Arquitectònic de Catalunya.

## Descripció
L'arquitecte Antoni Pujol Sevil va proporcionar a l'edifici de Manuela Castelló un conjunt heterogeni de complements decoratius que el situen, des d'un pòsit de recursos clarament noucentista, en el punt d'arrencada de noves tendències, com ara el Racionalisme i l'Art-Déco. L'experiment es fa evident en la reinterpretació d'elements com ara els balustres, que s'esquematitzen, o els coronaments de les façanes, en què hi predominen les línies geomètriques amb la conseqüent desaparició de les formes ondulants, abarrocades. La Casa Castelló és un edifici cantoner de grans dimensions, per la qual cosa disposa de façanes a dos carrers, tot i que l'entrada principal es fa pel carrer d'Ixart, a través un portal de grans dimensions, centrat en la façana, resolt amb un arc de mig punt i remarcada la seva importància per un estucat que l'emmarca i que imita uns carreus de mida considerable. A partir d'aquest portal es desplega, amb gran simetria, el programa d'obertures, el qual, deixant de banda els baixos comercials, parteix del primer pis, amb balconada central protegida per balustres de pedra artificial -un tractament preferencial per a la planta noble de l'edifici- i progressa pels altres pisos amb balcons de dimensions menors i baranes de forja, amb decoració senzilla i esquemàtica, en què als finestrals tant s'hi pot mostrar un arc rebaixat, una llinda plana o una d'angular. Per tal d'emfasitzar la verticalitat, les obertures han estat agrupades amb grans emmarcaments. Especialment notoris són els que uneixen els tres pisos, que es tracten, a més, en imitació d'encoixinat gegant. Per damunt de la línia de la cornisa, hi ha una balustrada que protegeix la terrassa de l'àtic, que està flanquejada per dos volums habitables, un a cadascun dels extrems de l'edifici, amb voluntat de fer evidents les crugies, en els quals s'obren uns grans finestrals compostos, dividits per mainells. L'edifici presenta, actualment, un bon estat de conservació.

## Història
Edifici que se situa en un dels eixos de creixement de la ciutat previstos als successius plans urbanístics de la segona meitat del segle xix. A causa del procés accelerat de creixement demogràfic de Tarragona, l'entorn de l'edifici resulta heterogeni i, si bé la coetània Casa Serres li fa encara companyia, els altres edificis que l'envolten resulten molt dispars per cronologia, volum i tipologia. La Casa Castelló es va concebre com un edifici de renda, la promotora del qual va ser Manuela Castelló Mas, mare de Ramon Serres, que havia fet construir l'edifici veí, la Casa Serres, el 1927.